# Neoscona scylloides
Neoscona scylloides är en spindelart som först beskrevs av Friedrich Wilhelm Bösenberg och Embrik Strand 1906.  Neoscona scylloides ingår i släktet Neoscona och familjen hjulspindlar. Inga underarter finns listade i Catalogue of Life.